# 蒋书楠
蒋书楠（1914年10月—2013年6月25日），男，汉族，江苏苏州人，中国昆虫学家、农业教育家，曾任西南农业大学教授、博士生导师，四川省重庆市政协副主席。